# 德基广场

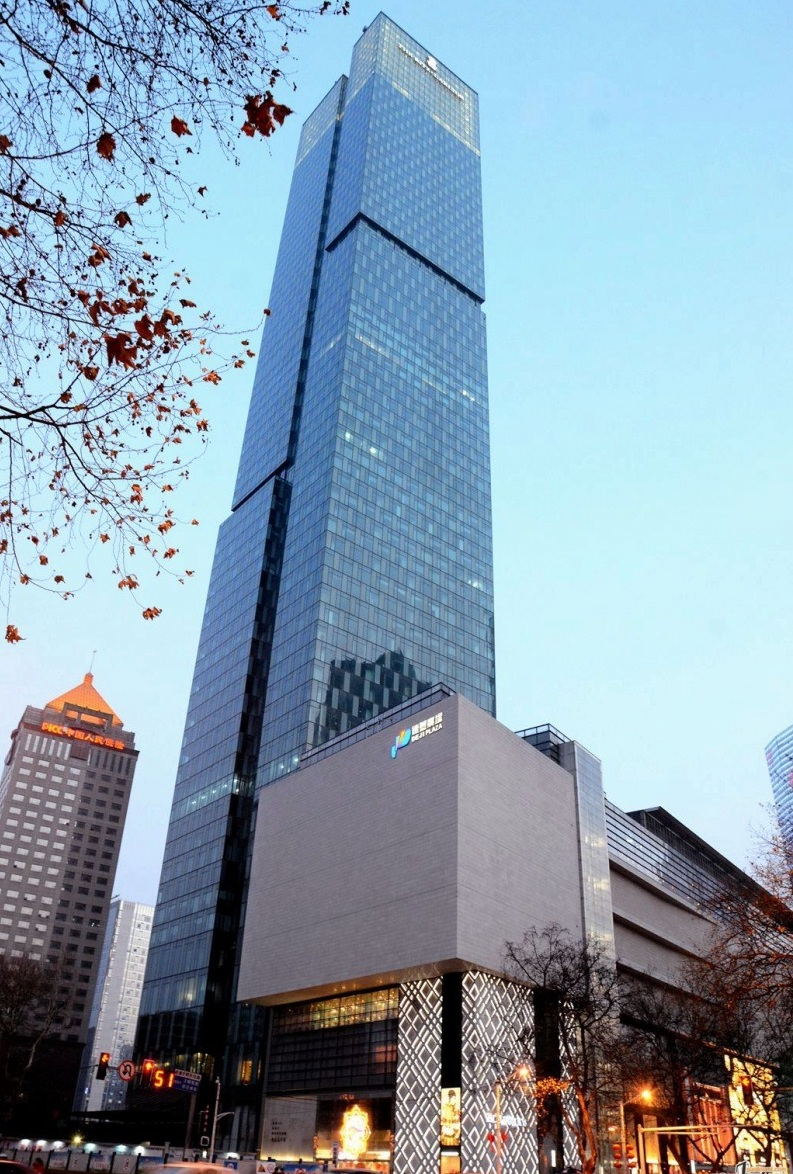
德基广场

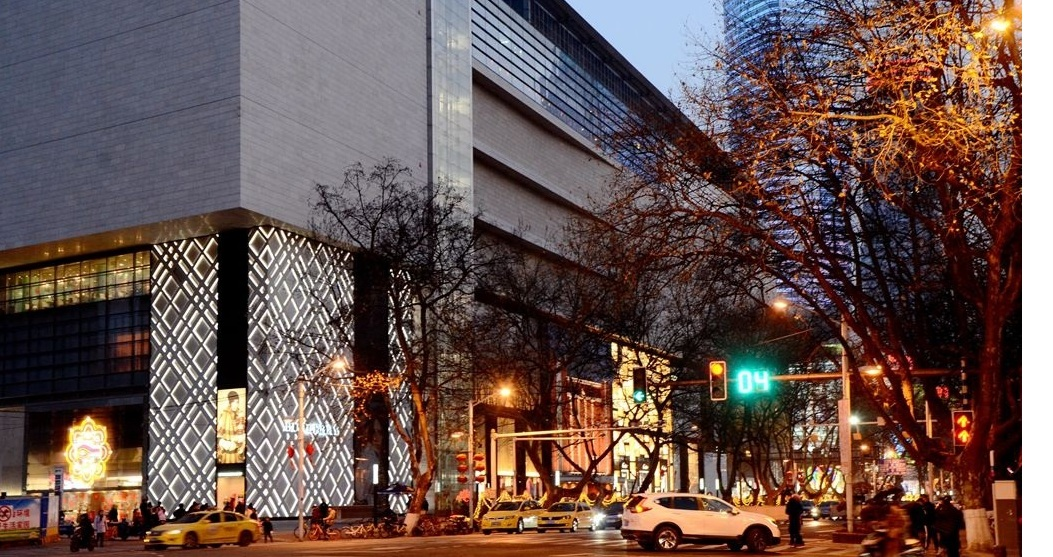
德基广场夜景

德基广场是位于中国江苏省南京市新街口东北角，中山路18号的一个定位高端商业的综合购物中心。其地下部分与地铁新街口站相连通。德基广场项目分为一期和二期两部分，全部建成后，占地面积将达到40000平方米，总建筑面积超过20万平方米。德基二期主楼337.5米，落户国际一线品牌74家。

## 概述
2014年，高端消费集中地德基广场税收达2亿多元，单体销售额突破66亿元，销售额超过上海恒隆，仅次于北京新光天地，居中国第二位。其中Louis Vuitton德基店的经营面积超过400平方米，在大陆地区为仅次于北京国贸和上海恒隆两家旗舰店外的最大店面，是新街口最大的奢侈品中心。
德基广场一期于2006年6月26日正式营业。进驻品牌有Louis Vuitton、Ermenegildo Zegna、VERSACE、Salvatore Ferragamo、COACH、Triumph、Calvin Klein、Trussardi、Lanvin、Bvlgari、Paul Smith、Cerruti 1881、Loewe、Montblanc、Omega、Burberry、TOD'S等。截至2013年，一二期合计落户国际一线品牌74家，是一座集顶级购物中心、甲级写字楼及高端酒店为一体的城市中心代表性建筑。